# Seguir Teu Coração
Seguir Teu Coração é um EP do cantor brasileiro Anderson Freire, lançado em 2021 pela MK Music.
O álbum foi produzido pelo seu irmão 
Adelso Freire ,André Freire, sobrinho do cantor e Janderson Almeida.
Antes do lançamento do EP, foram lançados os singles "Jerusalém", " Obra Conhecida", "Humilde Rei", que traz a participação de Elaine Martins, "Transformação" e "Supremo Dom".
O EP foi indicado e vencedor do Grammy Latino de melhor álbum cristão em língua portuguesa.  

## Faixas
1. Seguir Teu Coração
2. Supremo Dom
3. Humilde Rei (feat. Elaine Martins)
4. Obra Conhecida
5. Transformação
6. Jerusalém

## Clipes
| Música             | Lançamento            |
| ------------------ | --------------------- |
| Jerusalém          | 25 de agosto de 2020  |
| Humilde Rei        | 1 de dezembro de 2020 |
| Supremo Dom        | 23 de março de 2021   |
| Seguir Teu Coração | 11 de maio de 2021    |